# 高棉共和黨

高棉共和党是成立于2006年3月11日的政党。 它在朗列（高棉共和国领导人朗諾的儿子）的领导下参加了2008年7月27日的选举。

## 意识形态
尽管该党在其名称中使用了“共和党”一词，但高棉共和黨的领导人表示他们“不会建立柬埔寨共和国”。 然而，高棉共和黨确信右翼、左翼和自由主义者的意识形态的结合，並宣扬保护柬埔寨王国宪法、柬埔寨“国家主权”，还有柬埔寨文化和宗教的理念。
高棉共和黨还提倡创造就业机会，以提高「人民的生活水平」并改善柬埔寨的经济、农业和工业領域。该党也表示建设真正的民主，促进并给柬埔寨“各类工厂、企业和公司的工人”带来希望，维护他们“按实力和职责获得報酬”的权利。它又宣称他们应该获得“激励奖金、时薪和其他符合国际标准的薪酬”。
高棉共和党声称希望保护「柬埔寨内外的自由市场贸易」。除此之外，它还要求「新闻和宗教的自由」。 

## 政黨活动
高棉共和黨最近的政黨活動之一是高棉共和黨及其领导人朗列选择参加2008年7月27日的议会选举。它以11,693票在选举中排名為第10大黨。  

## 选举历史

### 國民議會選舉
| 选举   | 赢得总席位 | 总票数 | 得票率 | 議會席次   | 政黨领袖 |
| ------ | ---------- | ------ | ------ | ---------- | -------- |
| 2008年 | 0 / 123    | 11,693 | 0.19%  | ━ 0 个席次 | 朗列     |
| 2018年 | 0 / 123    | 41,631 | 0.65%  | ━ 0 个席次 | 朗列     |